# Fußventil
Ein Fußventil ist eine Bauform des Druckventils und ist in zwei Schaltstellungen ausgeführt. Die Grundstellung wird durch Federkraft hergestellt, die andere Schaltstellung geschieht gegen diese durch Drücken auf den Fußhebel. Fußventile werden als 3/2- bzw. als 5/2-Ventile ausgeführt. Sie sind in einem Druckgußgehäuse eingebaut.
Innerhalb der Betätigung gibt es zwei Varianten der Fußventile. In der Form F geht das Ventil und der Fußhebel nach Loslassen automatisch in die Nulllage zurück, in der Form FP wird das Ventil nach Herunterdrücken eingerastet, die Rückführung in die Nulllage geschieht durch nochmaliges Drücken auf den Fußhebel.
Als Fußventil wird auch ein Rückschlagventil bezeichnet, das nach dem Ausschalten der Pumpe den Rückfluss unterbindet.